# Antonio Mancini (politico)
Antonio Mancini (Serramonacesca, 13 febbraio 1915 – Roma, 17 aprile 1982) è stato un politico italiano.